# Bălteni (okręg Aluta)
Bălteni – wieś w Rumunii, w okręgu Aluta, w gminie Bălteni. W 2011 roku liczyła 1694 mieszkańców.